# Euroliga da FIBA de 1996–97
A Euroliga da FIBA de 1996-97 (em inglês:  FIBA Europe League encurtado para FIBA Euroleague) foi a 39ª edição da competição de clubes profissionais de alto nível para clubes de basquetebol (agora denominada EuroLiga). A fase de Final Four da competição foi realizada na Palaeur em Roma, Itália. Foi vencida pela equipe grega do Olympiacos Pireu que derrotou na grande final o FC Barcelona por um resultado de 73-58.

## Formato de competição
- 24 equipes (equipes campeãs das principais ligas domésticas, somadas algumas bem colocadas nestas ligas).

## Primeira fase
|    | Equipe                 | J  | V | D | P+  | P-  | Dif. |
| -- | ---------------------- | -- | - | - | --- | --- | ---- |
| 1. | Stefanel Milano        | 10 | 7 | 3 | 775 | 727 | +48  |
| 2. | CSKA Moscou            | 10 | 6 | 4 | 761 | 734 | +27  |
| 3. | Maccabi Elite Tel Aviv | 10 | 6 | 4 | 798 | 773 | +26  |
| 4. | Ülker                  | 10 | 4 | 6 | 780 | 767 | +13  |
| 5. | CSP Limoges            | 10 | 4 | 6 | 731 | 723 | +8   |
| 6. | Panionios Afisorama    | 10 | 3 | 7 | 711 | 830 | -119 |

|     | MIL   | CSK   | MAC   | ÜLK   | LIM   | PAN   |
| --- | ----- | ----- | ----- | ----- | ----- | ----- |
| MIL | X     | 87-74 | 85-88 | 67-65 | 79-66 | 90-66 |
| CSK | 70-55 | X     | 89-80 | 71-76 | 74-65 | 96-66 |
| MAC | 78-68 | 77-78 | X     | 71-65 | 69-77 | 69-57 |
| ÜLK | 67-73 | 73-76 | 84-80 | X     | 99-91 | 87-69 |
| LIM | 74-85 | 83-66 | 62-69 | 84-80 | X     | 78-75 |
| PAN | 79-86 | 72-67 | 69-74 | 84-71 | 92-77 | X     |

|    | Equipe                 | J  | V | D  | P+  | P-  | Dif. |
| -- | ---------------------- | -- | - | -- | --- | --- | ---- |
| 1. | Teamsystem Bologna     | 10 | 7 | 3  | 773 | 742 | +31  |
| 2. | Estudiantes Argentaria | 10 | 6 | 4  | 798 | 821 | -23  |
| 3. | Cibona Zagreb          | 10 | 6 | 4  | 713 | 679 | +34  |
| 4. | Alba Berlin            | 10 | 6 | 4  | 755 | 723 | +22  |
| 5. | Olympiacos             | 10 | 5 | 5  | 770 | 711 | +59  |
| 6. | Spirou                 | 10 | 0 | 10 | 699 | 832 | -133 |

|     | FOR   | EST    | CIB   | ALB   | OLY   | SPI   |
| --- | ----- | ------ | ----- | ----- | ----- | ----- |
| FOR | X     | 100-86 | 54-66 | 82-72 | 81-72 | 87-78 |
| EST | 66-75 | X      | 78-71 | 82-75 | 87-78 | 94-72 |
| CIB | 64-72 | 81-66  | X     | 78-68 | 63-61 | 75-66 |
| ALB | 81-64 | 78-79  | 79-71 | X     | 62-61 | 94-73 |
| OLY | 96-80 | 110-78 | 62-61 | 64-67 | X     | 87-60 |
| SPI | 61-78 | 75-82  | 73-77 | 69-79 | 72-79 | X     |

|    | Equipe                      | J  | V | D  | P+  | P-  | Dif. |
| -- | --------------------------- | -- | - | -- | --- | --- | ---- |
| 1. | Panathinaïkos Atenas        | 10 | 8 | 2  | 736 | 693 | +43  |
| 2. | Smelt Olimpija              | 10 | 7 | 3  | 753 | 669 | +84  |
| 3. | ASVEL                       | 10 | 7 | 3  | 738 | 718 | +20  |
| 4. | FC Barcelona Banca Catalana | 10 | 4 | 6  | 767 | 734 | +33  |
| 5. | Croatia Osiguranje          | 10 | 4 | 6  | 630 | 705 | -75  |
| 6. | Bayer 04 Leverkusen         | 10 | 0 | 10 | 704 | 809 | -105 |

|     | PAO   | OLI   | ASV   | BAR   | CRO   | BAY   |
| --- | ----- | ----- | ----- | ----- | ----- | ----- |
| PAO | X     | 75-67 | 66-72 | 79-75 | 72-50 | 87-79 |
| OLI | 74-76 | X     | 73-60 | 77-65 | 81-53 | 86-70 |
| ASV | 74-80 | 70-69 | X     | 91-90 | 78-59 | 72-64 |
| BAR | 77-58 | 70-71 | 78-81 | X     | 68-70 | 90-71 |
| CRO | 58-65 | 53-66 | 73-61 | 65-75 | X     | 86-79 |
| BAY | 67-78 | 77-89 | 66-79 | 71-79 | 60-63 | X     |

|    | Equipe            | J  | V | D | P+  | P-  | Dif. |
| -- | ----------------- | -- | - | - | --- | --- | ---- |
| 1. | Efes Pilsen       | 10 | 8 | 2 | 793 | 735 | +58  |
| 2. | Partizan Belgrado | 10 | 6 | 4 | 777 | 762 | +15  |
| 3. | Kinder Bologna    | 10 | 5 | 5 | 798 | 773 | +25  |
| 4. | Pau-Orthez        | 10 | 5 | 5 | 780 | 767 | +13  |
| 5. | Caja San Fernando | 10 | 4 | 6 | 731 | 723 | +8   |
| 6. | Dynamo Moscou     | 10 | 2 | 8 | 711 | 830 | -119 |

|     | EFE   | PAR    | KIN   | PAU   | CAJ   | DYN   |
| --- | ----- | ------ | ----- | ----- | ----- | ----- |
| EFE | X     | 93-77  | 75-60 | 78-76 | 69-66 | 87-84 |
| PAR | 76-72 | X      | 78-70 | 84-75 | 66-72 | 97-64 |
| KIN | 75-89 | 100-83 | X     | 86-74 | 93-75 | 89-74 |
| PAU | 80-78 | 73-77  | 89-83 | X     | 85-79 | 94-71 |
| CAJ | 68-70 | 72-67  | 72-64 | 61-69 | X     | 91-61 |
| DYN | 73-82 | 71-72  | 64-78 | 70-65 | 79-75 | X     |

## Segunda fase
(As pontuações e classificações individuais do primeiro estágio são acumuladas no segundo estágio)
Se um ou mais clubes estiverem com mesma pontuação, foram usados os seguintes critérios para desempate:
- Um confronto frente a frente em partidas entre os clubes empatados
- Diferença de pontos em geral nos jogos entre os clubes empatados
- Diferença de pontos em geral em todas as partidas do grupo (primeiro desempate se os clubes empatados não estiverem no mesmo grupo)
- Pontos marcados em todos os jogos do grupo
- Soma dos quocientes de pontos marcados e pontos permitidos em cada partida do grupo.

|  | As quatro melhores equipes avançam para os Playoffs |

|    | Equipe                 | J  | V  | D  | P+   | P-   | Dif. |
| -- | ---------------------- | -- | -- | -- | ---- | ---- | ---- |
| 1. | Stefanel Milano        | 16 | 11 | 5  | 1234 | 1175 | +59  |
| 2. | Alba Berlin            | 16 | 10 | 6  | 1193 | 1167 | +26  |
| 3. | Olympiacos Pireu       | 16 | 9  | 7  | 1236 | 1131 | +105 |
| 4. | Maccabi Elite Tel Aviv | 16 | 9  | 7  | 1209 | 1173 | +32  |
| 5. | CSKA Moscou            | 16 | 8  | 8  | 1178 | 1175 | +3   |
| 6. | Spirou                 | 16 | 1  | 15 | 1123 | 1297 | -174 |

|     | MIL   | ALB   | OLY   | MAC   | CSK   | SPI   |
| --- | ----- | ----- | ----- | ----- | ----- | ----- |
| MIL | X     | 80-91 | 73-71 | X     | X     | 73-63 |
| ALB | 68-78 | X     | X     | 70-65 | 78-76 | X     |
| OLY | 87-84 | X     | X     | 69-60 | 82-51 | X     |
| MAC | X     | 78-62 | 82-78 | X     | X     | 87-70 |
| CSK | X     | 67-69 | 70-79 | X     | X     | 80-66 |
| SPI | 68-71 | X     | X     | 90-82 | 67-72 | X     |

|    | Equipe                 | J  | V  | D  | P+   | P-   | Dif. |
| -- | ---------------------- | -- | -- | -- | ---- | ---- | ---- |
| 1. | Teamsystem Bologna     | 16 | 12 | 4  | 1262 | 1163 | +99  |
| 2. | Cibona Zagreb          | 16 | 10 | 6  | 1166 | 1126 | +40  |
| 3. | Estudiantes Argentaria | 16 | 9  | 7  | 1309 | 1284 | +25  |
| 4. | CSP Limoges            | 16 | 8  | 8  | 1226 | 1235 | -9   |
| 5. | Ülker                  | 16 | 5  | 11 | 1196 | 1243 | -47  |
| 6. | Panionios Afisorama    | 16 | 4  | 12 | 1162 | 1325 | -163 |

|     | FOR   | CIB   | EST   | LIM   | ÜLK   | PAN   |
| --- | ----- | ----- | ----- | ----- | ----- | ----- |
| FOR | X     | X     | X     | 90-76 | 69-61 | 94-58 |
| CIB | X     | X     | X     | 72-66 | 82-81 | 85-58 |
| EST | X     | X     | X     | 68-70 | 97-63 | 92-70 |
| LIM | 81-70 | 85-61 | 91-85 | X     | X     | X     |
| ÜLK | 73-78 | 73-77 | 78-74 | X     | X     | X     |
| PAN | 72-88 | 84-76 | 91-95 | X     | X     | X     |

|    | Equipe               | J  | V  | D  | P+   | P-   | Dif. |
| -- | -------------------- | -- | -- | -- | ---- | ---- | ---- |
| 1. | Panathinaikos Atenas | 16 | 13 | 3  | 1218 | 1134 | +84  |
| 2. | ASVEL                | 16 | 12 | 4  | 1225 | 1188 | +37  |
| 3. | Smelt Olimpija       | 16 | 10 | 6  | 1219 | 1119 | +100 |
| 4. | Caja San Fernando    | 16 | 7  | 9  | 1203 | 1194 | +9   |
| 5. | Pau-Orthez           | 16 | 6  | 10 | 1240 | 1251 | -11  |
| 6. | Dynamo Moscow        | 16 | 3  | 13 | 1140 | 1310 | -170 |

|     | PAO   | ASV   | OLI   | CAJ   | PAU   | DYN   |
| --- | ----- | ----- | ----- | ----- | ----- | ----- |
| PAO | X     | X     | X     | 90-71 | 75-71 | 71-67 |
| ASV | X     | X     | X     | 83-81 | 67-65 | 82-52 |
| OLI | X     | X     | X     | 67-70 | 96-86 | 80-72 |
| CAJ | 78-87 | 91-68 | 81-76 | X     | X     | X     |
| PAU | 66-78 | 95-97 | 77-71 | X     | X     | X     |
| DYN | 88-81 | 86-90 | 64-76 | X     | X     | X     |

|    | Equipe                      | J  | V  | D  | P+   | P-   | Dif. |
| -- | --------------------------- | -- | -- | -- | ---- | ---- | ---- |
| 1. | Efes Pilsen                 | 16 | 12 | 4  | 1250 | 1156 | +94  |
| 2. | Partizan Belgrado           | 16 | 9  | 7  | 1257 | 1228 | +29  |
| 3. | FC Barcelona Banca Catalana | 16 | 8  | 8  | 1244 | 1225 | +19  |
| 4. | Kinder Bologna              | 16 | 7  | 9  | 1274 | 1259 | +15  |
| 5. | Croatia Osiguranje          | 16 | 7  | 9  | 1055 | 1124 | -69  |
| 6. | Bayer 04 Leverkusen         | 16 | 2  | 14 | 1175 | 1312 | -137 |

|     | EFE   | PAR   | BAR    | KIN   | CRO   | BAY    |
| --- | ----- | ----- | ------ | ----- | ----- | ------ |
| EFE | X     | X     | 96-70  | X     | 74-64 | 91-68  |
| PAR | X     | X     | 91-87  | X     | 71-82 | 89-76  |
| BAR | 69-67 | 75-73 | X      | 73-72 | X     | X      |
| KIN | X     | X     | 92-103 | X     | 73-57 | 90-100 |
| CRO | 78-56 | 76-75 | X      | 68-70 | X     | X      |
| BAY | 72-73 | 70-81 | X      | 85-79 | X     | X      |

## Playoffs

### Oitavas de finais (Top 16)
| Equipe 1             | Agr. | Equipe 2                    | 1º jogo | 2º jogo | 3º jogo |
| -------------------- | ---- | --------------------------- | ------- | ------- | ------- |
| Cibona Zagreb        | 1–2  | Smelt Olimpija              | 61–58   | 66–69   | 61–62   |
| Stefanel Milano      | 2–1  | Kinder Bologna              | 67–59   | 76–83   | 78–76   |
| Partizan Belgrado    | 1–2  | Olympiacos Pireu            | 71–81   | 61–60   | 69–74   |
| Panathinaikos Atenas | 2–0  | CSP Limoges                 | 68–67   | 70–55   |         |
| Alba Berlin          | 0–2  | FC Barcelona Banca Catalana | 77–95   | 62–72   |         |
| Teamsystem Bologna   | 2–0  | Caja San Fernando           | 73–70   | 79–75   |         |
| ASVEL                | 2–1  | Estudiantes Argentaria      | 97–74   | 77–79   | 75–71   |
| Efes Pilsen          | 2–1  | Maccabi Elite Tel Aviv      | 76–67   | 65–78   | 84–69   |

### Quartas de finais
| Equipe 1             | Agr. | Equipe 2                    | 1º jogo | 2º jogo | 3º jogo |
| -------------------- | ---- | --------------------------- | ------- | ------- | ------- |
| Stefanel Milano      | 1–2  | Smelt Olimpija              | 94–90   | 69–73   | 61–77   |
| Teamsystem Bologna   | 1–2  | FC Barcelona Banca Catalana | 70–65   | 73–75   | 62–87   |
| Efes Pilsen          | 1–2  | ASVEL                       | 87–71   | 70–80   | 57–62   |
| Panathinaikos Atenas | 0–2  | Olympiacos Pireu            | 49–69   | 57–65   |         |

## Final Four

### Semifinais
22 de abril, Palaeur, Roma
| Equipe 1                    | Resultado | Equipe 2       |
| --------------------------- | --------- | -------------- |
| Olympiacos Pireu            | 74–65     | Smelt Olimpija |
| FC Barcelona Banca Catalana | 77–70     | ASVEL          |

### Decisão do 3º colocado
24 de abril, Palaeur, Roma
| Equipe 1       | Resultado | Equipe 2 |
| -------------- | --------- | -------- |
| Smelt Olimpija | 86–79     | ASVEL    |

### Final
24 de abril, Palaeur, Roma
| Equipe 1         | Resultado | Equipe 2                    |
| ---------------- | --------- | --------------------------- |
| Olympiacos Pireu | 73–58     | FC Barcelona Banca Catalana |

| FIBA Euroliga de 1996–1997 Campeão |
| ---------------------------------- |
| Olympiacos Pireu 1º Título         |

### Colocação final
|  | Equipe                      |
|  | --------------------------- |
|  | Olympiacos Pireu            |
|  | FC Barcelona Banca Catalana |
|  | Smelt Olimpija              |
|  | ASVEL                       |

## Ligações Externas
- 1996–97 FIBA EuroLeague
- 1996–97 FIBA EuroLeague
- Eurobasket.com 1996–97 FIBA EuroLeague